# 尤爾奇哈
48°59′32″N 32°7′7″E / 48.99222°N 32.11861°E
尤爾奇哈（烏克蘭語：Юрчиха）是位於烏克蘭中部的村莊，由切爾卡瑟州切爾卡瑟區的卡姆揚卡市鎮負責管轄。該村始建於十八世紀，面積4.78平方公里，海拔高度150米，2007年人口1,214，人口密度每平方公里254人。